# Iben Hjejle
Iben Hjejle (født 22. marts 1971) er en dansk skuespillerinde. Hun har medvirket i en række store danske filmsuccesser, såsom Mifunes sidste sang, Blinkende lygter, Gamle mænd i nye biler, INKA$$O og senest i Klovn - The Movie. Ligeledes i tv-serier som blandt andet Langt fra Las Vegas, Klovn, Anna Pihl, Dicte og Løgnen.
Hjejles gennembrud kom i 1999 i Søren Kragh-Jacobsens dogmefilm Mifunes sidste sang, hvor hun spillede den kvindelige hovedrolle som luderen Liva, der flygter fra sin fortid og møder kærligheden på Lolland. Denne rolle indbragte hende en "special mention" ved filmfestivalen i Berlin samme år, og en Bodilpris for bedste kvindelige hovedrolle året efter.
Iben Hjejle dannede fra 2002 til 2011 par med komikeren Casper Christensen – dette forhold startede da de skulle spille kærester i serien Langt fra Las Vegas.

## Opvækst
Iben Hjejle er født og opvokset i den københavnske forstad Søborg, som datter af folkeskolelærer Christian Hjejle og gymnasielærer Annelise Kirsten. Hun boede sammen med sine forældre, indtil hun var ti, hvor forældrene blev skilt. Faderen flyttede ind til København, og Hjejle blev boende hos sin mor i Søborg, hvor hun efterfølgende fik en stedfar, to stedsøstre og en lillesøster. I sine ungdomsår gik hun på Det frie Gymnasium i en årrække og så var hun blandt andet også god til sprog, løb, teater og til at spille marimba.

I et interview med Berlingske i 2003 udtalte hun sig om sin barndom: 
| Citat | Mit hjem var i sådan et kvarter, hvor der var enormt mange venstreorienterede akademikere, der delte nogle huse med nogle andre, fordi de ikke var til at betale. Så det var kollektiv-agtige forhold, jeg voksede op under. | Citat |
|       | |       |

Hendes mor Annelise Kirsten døde i 1998 af brystkræft. I oktober 2001 var Hjejle sammen med Natasja Crone ambassadører for en landsdækkende brystkræftkampagne. Ligeledes bidrager hun til Breast Friends, som en en brystkræftkampagne initieret af medicinalvirksomheden Roche a/s, som med kampagner vil skabe øget opmærksomhed og kendskab til brystkræft samt indsamle penge til forskning i forebyggelse og behandling af sygdommen.

## Karriere

### 1992 – 2003
Hjejle blev afvist af teaterskolerne i Aarhus og Odense, men blev i 1992 optaget på Statens Teaterskole i København og afsluttede uddannelsen i 1996. I 1995 debuterede hun i den store kvindelige hovedrolle som Gretchen i Goethes "Faust" på Betty Nansen Teatret. Sidenhen har hun også haft roller på Det Kongelige Teater, Det Danske Teater og på Østre Gasværk, blandt andet i titelrollen som "Donna Juanna" i 1999. Hun filmdebuterede i 1992 i novellefilmen Nøgen, men hendes egentlige filmrolle var i Niels Arden Oplevs Aalborg-krimi Portland i 1996, som dog ikke blev en succes og endte med at sælge kun 6.495 biografbilletter. Hendes gennembrud var i dogmefilmen Mifunes sidste sang i 1999, hvor hun spillede luksusluderen Liva på flugt fra en telefonchikanerende psykopat. Denne rolle indbragte hendes kritikerros – blandt andet "Hædrende Omtale" ved filmfestivalen i Berlin og en Bodilpris for bedste kvindelige hovedrolle. Det var også ved filmfestivalen i Berlin, at Hjejle fik rollen som Laura i Stephen Frears' comedy-drama High Fidelity – dette skete efter at Frears havde set Mifunes sidste sang og var så begejstret over Hjejles præstation i filmen, at han tilbød hende rollen.
Hun fortsatte karrieren i Anders Thomas Jensens action-komedie Blinkende lygter i 2000, som blev en succes og solgte over 430.000 biografbilletter. I filmen spillede hun rollen som Torkilds (Søren Pilmark) kæreste Therese. I 2001 spillede hun rollen som Nicole 'Pumpkin' Truchaut i The Emperor's New Clothes overfor Ian Holm. Filmen blev dog ignoreret af kritikere såvel som publikum, men blev dog udgivet i Danmark i forbindelse med NatFilm Festivalen i 2002. Hun medvirkede også i Peter Bays discount-satireserie Løjserne på TV 2 Zulu, hvor hun i samspil med Martin Brygmann debuterer som »crazykomiker« i vildt karikerede multiroller. Hun spillede også den svenske dronning Sophie Magdalene i SVT's succesfulde drama produktion Gustav III:s äktenskap.
I 2002 spillede hun rollen som Mille i Lasse Spang Olsens actionfilm Gamle mænd i nye biler og i 2003 havde hun rollen som Marie i Søren Kragh-Jacobsens' komedie Skagerrak. Denne rolle førte til en Robert-normering for Årets kvindelige hovedrolle, men hun tabte til Birthe Neumanns rolle i Lykkevej. Samme år blev Dreaming of Julia udgivet, hvor hun spillede overfor den amerikanske skuespiller Harvey Keitel. Dreaming of Julia omhandler en cubansk historie fra 1950'erne og filmen blev oprindeligt optaget i Den Dominikanske Republik i år 2000, men den røg ind i nogle produktionsmæssige uoverensstemmelser og blev først udgivet i 2003 – dog ikke i Danmark. Fra 2002 til 2003 spillede hun rollen som arkitekten Liva Knibbe Eberhardt på TV 2 Zulus sitcom Langt fra Las Vegas.

### 2004 – 2009
I 2004 fortsatte samarbejdet med Lasse Spang Olsens to film: Den gode strømer og INKA$$O – begge med Kim Bodnia i hovedrollen. Fra 2005 til 2009 spillede hun en version af sig selv i Christensens og Frank Hvams sitcom Klovn og hun havde også en væsentlig rolle som politibetjenten Mikala i TV 2's dramaserie Anna Pihl. I 2006 spillede hun rollen som Liza i Han, hun og Strindberg og hun havde en større rolle som Lise i Lars von Triers komedie Direktøren for det hele.
I 2008 indtalte hun rollen som Susanne Mortensen i animationsfilmen Rejsen til Saturn. Samme år udtalte hun til BT: fået blod på tanden til at gøre en karriere i udlandet. Først spillede hun overfor Daniel Craig i krigsfilmen Modstand (originaltitel: Defiance). Filmen blev optaget i Litauen i 2008 og blev udgivet i de amerikanske biografer samme år. Modstand fik også dansk biografpremiere i maj 2009 – den blev dog ikke en biografsucces herjemme, men den blev dog den mest indtjenende film som Hjejle har været med i, da den på verdensplan indtjente mere end 50 millioner dollars. I 2009 blev dramafilmen Chéri udgivet, hvor hun spillede rollen som Marie Laure. Filmen var instrueret af den engelske instruktør Stephen Frears, der også instruerede hende i High Fidelity. I Chéri spillede Hjejle blandt andet overfor den amerikanske Michelle Pfeiffer.
Hun spillede den roste rolle som journalisten Rikke Lyngvig i Kathrine Windfelds thriller Flugten i 2009. I filmen bliver hun kidnappet af en terrororganisation i Afghanistan. Hun havde også den større rolle som Lena Morelle i den irske overnaturlige drama The Eclipse.

### 2010'erne
I 2010 blev tv-serien og sitcomet Klovn filmatiseret i Klovn - The Movie, som blev en af de bedst sælgende danske film i nyere tid – med over 840.000 solgte biografbilletter. Der er der desuden planlagt en efterfølger med en forventet udgivelse i 2015. I 2011 medvirkede hun i den danske drama Rosa Morena. Samme år var hun også til prøve-casting i Hollywood for en eventuel film med Bruce Willis og Sean Penn, men filmen blev dog aldrig til noget.
I februar 2012 blev det annonceret at Hjejle havde fået den titulære hovedrolle i TV 2's kriminalserie Dicte, baseret på Elsebeth Egholms bøger. Egholm var ikke selv involveret i valget af hovedrolleindehaveren, men var meget tilfreds med valget af Hjejle: "Det er svært at sætte et ansigt på, men jeg har fået et meget fint indtryk efter at have set prøveafsnittet og synes, hun er supergod. Det var bare Dicte." Serien fik premiere i januar 2013 og blev fulgt af 1,4 millioner danske seere. Selvom serien fik en lunken modtagelse af anmelderne, blev Hjejle rost for hendes præsentation, blandt andet skrev Kristen Bjørnkjær fra Dagbladet Information at hun var "perfekt i rollen." I marts 2013 offentliggjorde TV 2 at en ny sæson af Dicte ville komme i 2014.
Iben deltog i sæson 14 af Vild med dans, hvor hun danser sammen med Morten Kjeldgaard. Parret endte på en anden plads.

### 2020'erne
I 2025 spillede Hjejle som sosu-hjælperen Rie den ene af de to hovedroller i TV 2's dramaserie Løgnen, der foregik i miljøet omkring hjemmeplejen på Vestegnen.

## Privat
Iben Hjejle blev den 31. august 1996 gift med docent og trommeslager Emil de Waal. Sammen fik de sønnen William den 5. november 1997, men året efter blev de skilt. I 2001 dannede hun kortvarigt par med skuespilleren Lars Kaalund. I 2002 kunne Se og Hør afsløre at Casper Christensen var sin daværende kone Anette Toftgård utro med Hjejle, efter at de offentliggjorde afslørende billeder af Christensen, der forlod Iben Hjejles opgang efter at have overnattet der. Historien viste sig senere at være opdigtet, da Casper og Anette for inden var blevet separeret. Casper Christensen og Iben blev efterfølgende kærester og var i en årrække bosiddende i Værløse i Nordsjælland. Parret gik fra hinanden i 2011.
Samme år blev hun kærester med den selvstændige el-installatør Casper Werner Vulpius, som hun har kendt gennem sin vennekreds i 12 år, og sammen var de bosiddende på Vesterbro i København. De gik dog fra hinanden i foråret 2013.
Hjejle viste tydeligt sit politiske standpunkt ved Boogie prisen i 2008, hvor hun efter at have modtaget prisen som "Årets Griner" med Klovn sagde: "Når I bliver voksne, så husk at spise økologisk og stem langt til venstre for midten".
Hendes kusine og fætter er søskendeparret Josefine Hjejle og Joakim Nikolaj Brammer Hjejle kendt under kunsternavnene Jo-C-Fine og Yo Akim. I 2007 solgte Hjejle et sommerhus til Josefine, som hun tidligere havde ejet med Christensen. Iben er dermed også i familie med skuespillerne Anton Hjejle og Martine Ølbye Hjejle, idet de er børn af henholdsvis Joakim og Josefine Hjejle.

## Filmografi

### Film
| År   | Titel                     | Rolle                     | Noter | Solgte billetter i DK |
| ---- | ------------------------- | ------------------------- | --- | --------------------- |
| 1996 | Portland                  | Eva                       | | 6495                  |
| 1999 | Mifunes sidste sang       | Liva Psilander            | Berlin Filmfestival - Honorable Mention Bodilprisen - Bedste skuespillerinde Nominated - European Film Awards Best Actress | 351.128               |
| 2000 | High Fidelity             | Laura                     | Nomineret - Chicago Film Critics Association Awards "Mest lovende skuespiller"                                             | 94.312                |
| 2000 | Blinkende Lygter          | Therese                   | | 436.060               |
| 2001 | The Emperor's New Clothes | Nicole 'Pumpkin' Truchaut | |                       |
| 2002 | Gamle mænd i nye biler    | Mille                     | | 337.354               |
| 2003 | Skagerrak                 | Marie                     | Robert nomineret - Årets kvindelige hovedrolle                                                                             | 40.113                |
| 2003 | Cuban Blood               | Julia                     | aka Dreaming of Julia |                       |
| 2003 | Manden bag døren          | Lizzie                    | | 38.864                |
| 2004 | Inkasso                   | Laura                     | | 161.920               |
| 2006 | Han, hun og Strindberg    | Liza                      | | 743                   |
| 2006 | Direktøren for det hele   | Lise                      | | 18.522                |
| 2008 | Defiance                  | Bella                     | | 2214                  |
| 2009 | Cheri                     | Marie Laurie              | |                       |
| 2009 | Flugten                   | Rikke Lyngvig             | | 95.248                |
| 2010 | The Eclipse               | Lena Morrell              | Udgivet i Danmark under titlen Spøgelser i mørket.                                                                         |                       |
| 2010 | Klovn: The Movie          | Iben                      | | 838.881               |
| 2011 | Rosa Morena               | Christine                 | | 73.817                |
| 2011 | Stockholm East            | Anna                      | |                       |
| 2013 | Eskil & Trinidad          | Mette                     | |                       |
| 2015 | Klovn Forever             | Iben                      | | 499.996               |

### Serier og TV
| År        | Titel                | Rolle                               | Noter            |
| --------- | -------------------- | ----------------------------------- | ---------------- |
| 1997      | Den hemmelige tunnel | Ida Stjamp                          |                  |
| 2001      | Løjserne             | forskellige roller                  |                  |
| 2002-03   | Langt fra Las Vegas  | Liva Knibbe Eberhardt               |                  |
| 2005      | Julie                | Elisabet, Julies mor                |                  |
| 2006-08   | Anna Pihl            | Mikala (Politiassistent af 1. grad) | afsnit 1-20 & 28 |
| 2005-09   | Klovn                | Iben                                |                  |
| 2010      | Live fra Bremen      | forskellige roller                  |                  |
| 2012-13   | Dag                  | Juanita                             |                  |
| 2013-2016 | Dicte                | journalisten Dicte Svendsen         | Hovedrollen      |
| 2017      | The Rain             | Ellen                               |                  |
| 2020      | Fangerne på fortet   | Sig selv                            | afsnit 3         |
| 2025      | Løgnen               | Rie                                 |                  |

Øvrig medvirken
- Vild med dans

### Stemme til tegnefilm o.l.
- Dinosaurerne (2000) – Nira (i dansk version)
- Monsters, Inc. (2001) – Celia (i dansk version)
- The Emperor's New Clothes (2001) – Nicole 'Pumpkin' Truchaut
- Asterix & Obelix: Mission Cleopatra (2002) Kleopatra (i dansk version)
- En Vild Familie (2002) – Bree (i dansk version)
- De Frygtløse: The Muuhvie – Grace (i dansk version)
- Strings (2004) - Zita
- Stor ståhaj (2004) - Angie
- Skyllet væk (2007) – Rita (i dansk version)
- Bee Movie - Det store Honningkomplot (2007) – Vanessa Bloom (i dansk version)
- Rejsen til Saturn (2008) – som Susanne

## Teater
| År   | Stykkets titel     | Teater               |
| ---- | ------------------ | -------------------- |
| 1995 | Faust              | Betty Nansen Teatret |
| 1997 | Som I vil ha' det  | Betty Nansen Teatret |
| 1997 | Donna Juanna       | Østre Gasværk Teater |
| 1998 | Romeo og Julie     | Østre Gasværk Teater |
| 1999 | Gud bevare Danmark | Østre Gasværk Teater |
| 2001 | Momument           | Østre Gasværk Teater |
| 2013 | En tjener for to   | Betty Nansen Teatret |
| 2019 | Jordens indre      | Folketeatret         |